# Stormy Peters
Stormy Peters, nata come Robyn Peters, (...), è un'informatica statunitense.
È un'importante sostenitrice del Free and Open Source Software (FOSS). Peters promuove il business realizzato con il software libero lavorando come consulente e parlando a numerose conferenze. Ha co-fondato la GNOME Foundation e ne è stata successivamente nominata direttore esecutivo. Ha precedentemente lavorato per Mozilla e Cloud Foundry. Attualmente lavora per Red Hat.
Il suo vero nome è Robyn ma non viene chiamata così dalla sua infanzia.

## Biografia
Stormy Peters ha ottenuto un Bachelor of Arts con una specializzazione in informatica all'Università Rice ed ha inizialmente lavorato come ingegnere del software per l'Hewlett-Packard nella loro squadra di sviluppo Unix.
Nel 1999 Peters gestiva lo sviluppo del desktop di HP-UX e venne a conoscenza del progetto GNOME quando la squadra decise di portarlo su HP-UX. Stormy Peters ebbe un importante ruolo nello spiegare l'open source ed i nuovi modelli di proprietà intellettuale alla dirigenza dell'Hewlett-Packard. Ha successivamente fondato l'ufficio dell'Hewlett-Packard Open Source Program. Nel 2000 divenne una dei membri fondatori dell'advisory board della GNOME Foundation.
Nel dicembre 2005 divenne direttrice della gestione del prodotto all'OpenLogic, una società di fornitura di servizi open source. Nel luglio 2008 lasciò OpenLogic e divenne il direttore esecutivo della GNOME Foundation. Si occupò dei rapporti con gli sponsor, del business development e del marketing. Nel novembre 2010 lasciò il suo ruolo per lavorare da Mozilla. Dal luglio 2011 all'agosto 2012 è stata un membro del consiglio di amministrazione di GNOME.
Stormy Peters ha fatto molti interventi a diverse conferenze riguardanti l'open source tra cui l'Open Source Business Conference, ilu, le edizioni 2008 e 2009 del summit GNOME Asia rispettivamente tenutesi a Beijing ed a Ho Chi Minh, ed all'Ohio Linuxfest nel 2010.